# Silvinichthys
Silvinichthys es un género zoológico de pez gato (orden Siluriformes, comúnmente denominados lápiz o peces gato parásitos)  de la familia Trichomycteridae. Incluye a 6 especies.

## Distribución
- S. bortayro es conocido de embalses artificiales en la provincia de Salta, Argentina.[2]
- S. mendozensis es endémica de las estribaciones  andinas de Mendoza, entre 1500–1700 m s. n. m., y no se la halla a menor altitud.[2]

## Descripción
S. bortayro tiene muchas especializaciones por su estilo de vida subterráneo, como pérdida de aletas, reducción de ojos y de pigmentación, y de conductas crípticas.
S. bortayro difiere de S. mendozensis en tener 6 vs. 7 u 8 aletas pectorales y ausencia vs. presencia de  aleta pélvica y faja pélvica (huesos donde las aletas ventrales se fijan). S. bortayro alcanza 2,8 cm de SL. S. mendozensis alcanza 7,3 cm de SL.

## Ecología
S. bortayro representa el primer tricomictérido descubierto en hábitats freáticos, viviendo en agua subterránea debajo de la napa freática. La base del acuífero se compone de arena y limo, el agua es transparente, y tiene menos de 1 m de profundidad.

## Conservación
S. bortayro está en  riesgo de extinción, y los esfuerzos de conservación son necesarios para prevenir contaminación de su hábitat.